# Hotovîțea, Kremeneț
Hotovîțea (în ucraineană Хотовиця) este un sat în comuna Mlînivți din raionul Kremeneț, regiunea Ternopil, Ucraina.

## Demografie
Componența lingvistică a localității Hotovîțea
     Ucraineană (99,71%)
     Alte limbi (0,29%)
Conform recensământului din 2001, majoritatea populației localității Hotovîțea era vorbitoare de ucraineană (99,71%), existând în minoritate și vorbitori de alte limbi.